# Pożar w więzieniu w Valencii
Pożar w więzieniu w Valencii – pożar, który miał miejsce 28 marca 2018 roku w więzieniu w trzecim co do wielkości mieście Wenezueli – Valencii. W wyniku tego wydarzenia śmierć poniosło 68 osób, a 10 zostało rannych.
Do pożaru doszło w więzieniu, które zostało przystosowane do pobytu 40 więźniów, jednak feralnego dnia przebywało w nim ponad 200 osadzonych. Tuż przed godziną 8:00 jeden z więźniów ranił strażnika w nogę, co wywołało stanowczą reakcję strażników. Interwencja sprowokowała więźniów do dalszych bójek. W pewnym momencie jeden z więźniów podpalił materac. Strażnicy rozpoczęli wówczas ewakuację osadzonych, jednak blok więzienny szybko wypełnił się gryzącym dymem. Przybyli na miejsce strażacy musieli kuć zbrojone ściany, by móc dotrzeć do poszkodowanych. Po ugaszeniu pożaru, władze poinformowały o śmierci 68 osób; wśród ofiar znaleźli się strażnicy oraz kobiety i dzieci, które w momencie wybuchu pożaru przebywały w sali widzeń. 
Na miejsce pożaru, już w trakcie akcji ratowniczej, przybyły rodziny osadzonych. Tłum ludzi usiłował wedrzeć się na teren więzienia w celu ratowania przebywających w nim bliskich, jednak policjanci rozpędzili go za pomocą gazu łzawiącego.